# Étienne Barbette
Étienne Barbette (* um 1250; † 19. Dezember 1321 in Paris) spielte eine wichtige Rolle am Beginn des 13. Jahrhunderts in der Pariser Administration und in der Umgebung des Königs Philipp IV. von Frankreich.
Als Bürger von Paris erhielt er das Amt des Voyer de Paris, wurde 1293 Échevin und war dann von 1298 bis 1304 sowie von 1314 bis 1318 Prévôt des marchands. Zudem wurde er Maître des monnaies Philipps IV. sowie dessen Finanzberater. Seine Rolle bei den Münzmanipulationen des Königs machte ihn äußerst unpopulär und führte zu Revolten sowie 1306 zur Plünderung seiner Wohnungen.
Seine Biografie zeigt mehrere historische Entwicklungen im Frankreich des 13. und 14. Jahrhunderts auf: die wirtschaftliche und politische Macht der Bourgeoisie, ihr Bündnis mit der königlichen Macht, die Strukturierung des Staates mit der zunehmenden Rolle der Conseillers, sowie die Bestätigung von Paris als Hauptstadt des Königreichs.

## Die Familie Barbette
Étienne Barbette (II.) wurde um 1250 als Sohn von Étienne Barbette (I.), † 1269, und Agnès geboren; sein Großvater Simon Barbette, † 1256, war Prévôt de Paris. Nach dem Tod seines Vaters wurde eine enge familiäre Verbindung zwischen den reichen Pariser Familien Barbette und Sarrazin hergestellt: zuerst heiratete seine Mutter Jean Sarrazin, seit 1270 Kammerherr des Königs, der der Sohn von Jean Sarrazin (I.) war. Im Gegenzug heiratete Étienne Barbette Pernelle Sarrazin, die Tochter seines Stiefvaters. Beider Sohn Jean Barbette wurde Échevin, ihre Tochter Alice heiratete Jean Sarrazin den Jüngeren.
Die Kinder von Étienne Barbette und Pernelle Sarrazin waren:
- Agnes Barbette; ⚭ Jean Arrode, Prud’homme 1302–1305, Sohn von Jean Arrode, Panetier du Roi
- Jean Barbette (II.), Prud’homme 1293–1305, Échevin 1314
- Alice Barbette, † 1293; ⚭? Jean Sarrazin, Valet du Roi, Prud’homme 1297, Èchevin 1298–1304, Sohn von NN Sarrazin und Jeanne Pizdoue

Die Familie Barbette hatte sich im 13. Jahrhundert einen umfangreichen Immobilienbesitz geschaffen, Étienne hat ihn deutlich vergrößert. Er hatte von seinem Vater ein Haus in der Rue de la Barre du Bec 14–16, heute Rue du Temple geerbt. Um 1300 baute er ein Haus auf einem Grundstück, das er jenseits der Mauern des Königs Philipp II. in den ehemaligen Sümpfen besaß – das Hôtel Barbette.

## Voyer de Paris
Ludwig IX. hatte die Aufgabe des Voyer de Paris an Jean Sarrazin (II.), seinen Kammerherrn, auf Lebenszeit gegeben, der es Étienne Barbette, seinem Schwiegersohn, weitergab. König Philipp III. bestimmte im Juli 1275, dass sein Sekretär Pierre des Essarts das Amt nach Étiennes Tod übernehmen solle. Dieses Amt war eine bedeutende Einnahmequellen für den Inhaber, also auch für Étienne Barbette.

## Prévôt des marchands

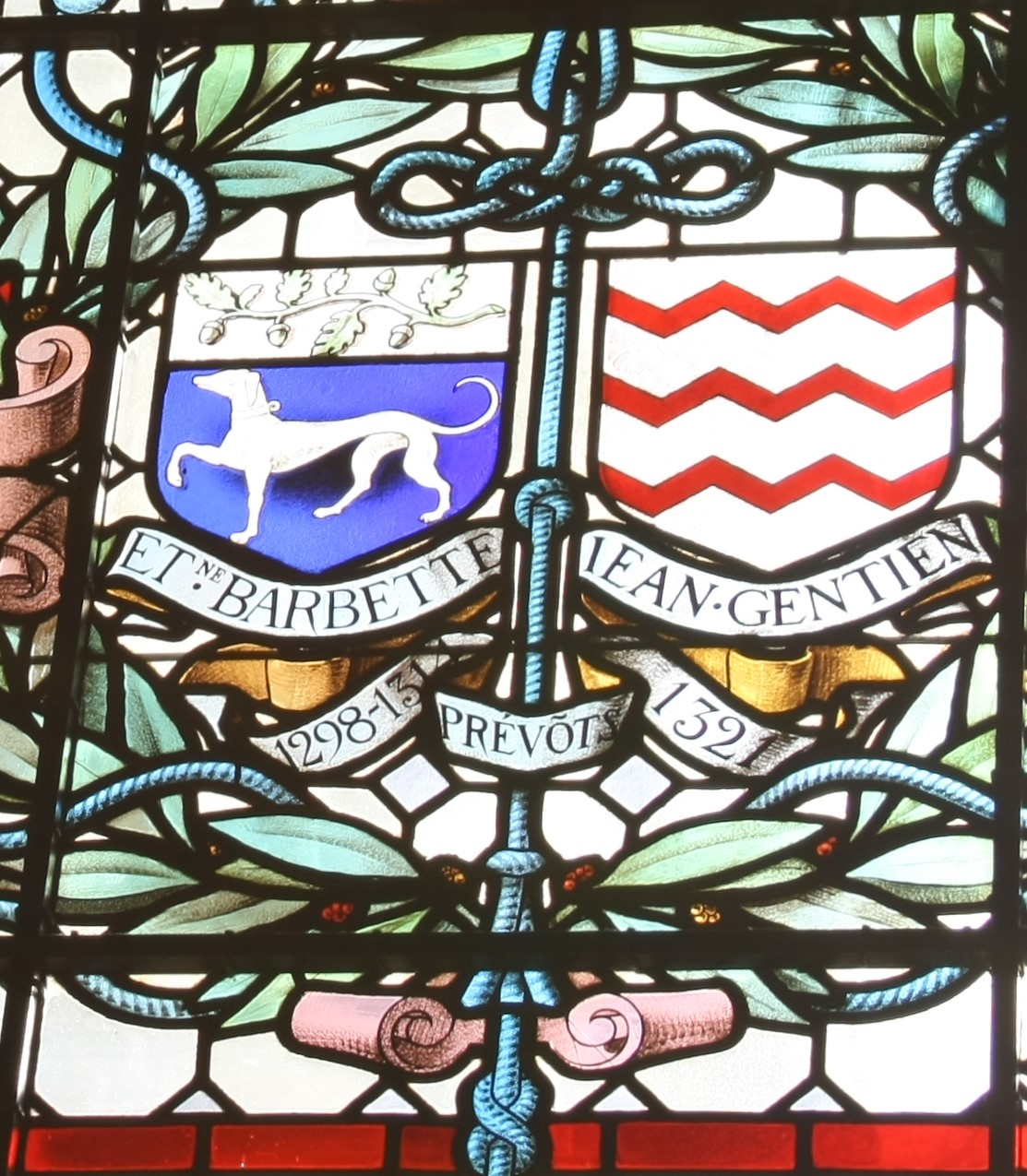
Glasmalerei im Gemeindesaal des Pariser Rathauses, mit dem Wappen Étienne Barbettes

1293 wurde er zum Échevin ernannt, 1298 dann als Nachfolger von Guillaume Bourdon zum ersten Mal zum Prévot des marchands gewählt.
Nach den zerstörerischen Überschwemmungen der Jahre 1296 und 1306 erteilte Philipp IV. mit Schreiben vom 9. Juni 1312 dem Prévôt des marchands, zu dieser Zeit Guillaume Pizdoue (II.), den Befehl, einen steinernen Quai zu bauen. Nachdem Pizdoué dem Befehl nicht nachgekommen, präzisierte der König diese Anordnung am 23. Mai 1313 und befahl, den Quai entlang des linken Seine-Ufer bis zur Tour de Nesle als Teil der Stadtbefestigung, insbesondere am Hôtel de Nesle vorbei, das dem König gehörte, zu bauen. Dieser älteste Teil der Pariser Uferbefestigung ist heute der Quai des Grands Augustins und dessen Verlängerung, der Quai de Conti. Étienne Barbette wurde für die Jahre 1314 bis 1321 erneut zum Prévôt des marchands gewählt, so dass ihm der wesentliche Teil der Bauarbeiten zufiel.
Am 1. Juni 1314 versprach er im Palais de la Cité vor Philipp und dessen Berater Enguerrand de Marigny, im Namen der Bürgerschaft die Hilfe von Paris bei der Finanzierung des Krieges in Flandern.

## Maître des monnaies du Roi
Étienne Barbette war einer der Berater des Königs und hielt sich nah an Enguerrand de Marigny.
Am 30. Dezember 1306 plünderte die Menge, die mit der Verdreifachung der Mieten aufgrund der Einführung der neuen harten Währung unzufrieden war, die Häuser von Étienne Barbette, einschließlich des Hôtel Barbette. Dann zog die Menge zum Temple weiter, in dem sich der König aufhielt, und belagerten ihn dort. Am 31. Dezember wurden die Anführer der Unruhen des Vortags festgenommen. Achtundzwanzig wurden zum Tode verurteilt und am 5. Januar 1307 an Bäumen vor den Toren der Stadt gehängt.